# Willi Wigold
Willi Wigold (* 10. Dezember 1909 in Düsseldorf; † 28. November 1944) war ein deutscher Fußballspieler.

## Karriere

### Vereine
Wigold, in Gerresheim aufgewachsen und zunächst für den ortsansässigen Rasensport 08 Gerresheim Fußball spielend, wurde zu Saisonbeginn 1930/31 von Fortuna Düsseldorf verpflichtet, der er bis Saisonende 1939/40 angehörte. Als 21-Jähriger spielte er halbrechts und gemeinsam mit Paul Janes, Jakob Bender, Stanislaus Kobierski und Ernst Albrecht. In den vom Westdeutschen Spiel-Verband organisierten Bezirksmeisterschaften bestritt er im Bezirk Berg-Mark seine Punktspiele. Als Sieger der Gruppe I gewann er mit seiner Mannschaft das in Hin- und Rückspiel ausgetragene Finale gegen den Schwarz-Weiß Wuppertal, dem Sieger der Gruppe II, mit dem Gesamtergebnis von 11:0. Als Sieger aus der Vorrunde Süd im Rahmen der Endrunde um die Westdeutsche Meisterschaft hervorgegangen, gewann Fortuna Düsseldorf mit ihm auch die Endrunde und setzte sich gegen den VfB 03 Bielefeld, dem Duisburger Stadtteilverein Meidericher SV und Alemannia Aachen durch. Am Saisonende 1932/33 gewann er erneut die Bezirksmeisterschaft Berg-Mark; der VfL Benrath wurde nach Hin- und Rückspiel mit 4:3 bezwungen, das Finale um die Westdeutsche Meisterschaft am 30. April 1933 in Duisburg jedoch mit 0:1 gegen den FC Schalke 04 verloren.
Von 1933 bis 1940 spielte er in der Gauliga Niederrhein, in einer von zunächst 16, später auf 23 aufgestockten Gauligen zur Zeit des Nationalsozialismus als einheitlich höchste Spielklasse im Deutschen Reich. Am Ende der Premierensaison schloss er diese mit den Düsseldorfern punktgleich mit dem VfL Benrath ab, der aufgrund des besseren Torquotienten Meister wurde. Dieser gewann auch in der Folgesaison – mit vier Punkten Vorsprung – die Gaumeisterschaft. In den fünf darauffolgenden Spielzeiten allerdings hieß der Gaumeister Niederrhein dann Fortuna Düsseldorf.

### Nationalmannschaft
Wigold bestritt vier Länderspiele für die A-Nationalmannschaft, für die er am 4. Dezember 1932 in Düsseldorf bei der 0:2-Niederlage gegen die Nationalmannschaft der Niederlande debütierte. Seine ersten beiden Länderspieltore erzielte er am 22. Oktober 1933 beim 8:1-Sieg über die Nationalmannschaft Belgiens in Duisburg mit den Treffern zum 3:0 und 6:0 in der 47. und 56. Minute.
Mit der A-Nationalmannschaft schaffte er zwar die Qualifikation für die Fußball-Weltmeisterschaft 1934 in Italien, wurde aber für die Weltmeisterschaft nicht nominiert. Das letzte Mal spielte er für Deutschland am 11. März 1934 beim 9:1 in Luxemburg, wo er auch sein letztes Tor schoss.

## Erfolge
- Deutscher Meister 1933
- Zweiter der Westdeutschen Meisterschaft 1933
- Gaumeister Niederrhein 1936, 1937, 1938, 1939, 1940

## Sonstiges
Wigold, zum Wehrdienst herangezogen, fiel im Dienstgrad eines Obergefreiten am 28. November 1944 an der Ostfront.